# コックス報告書

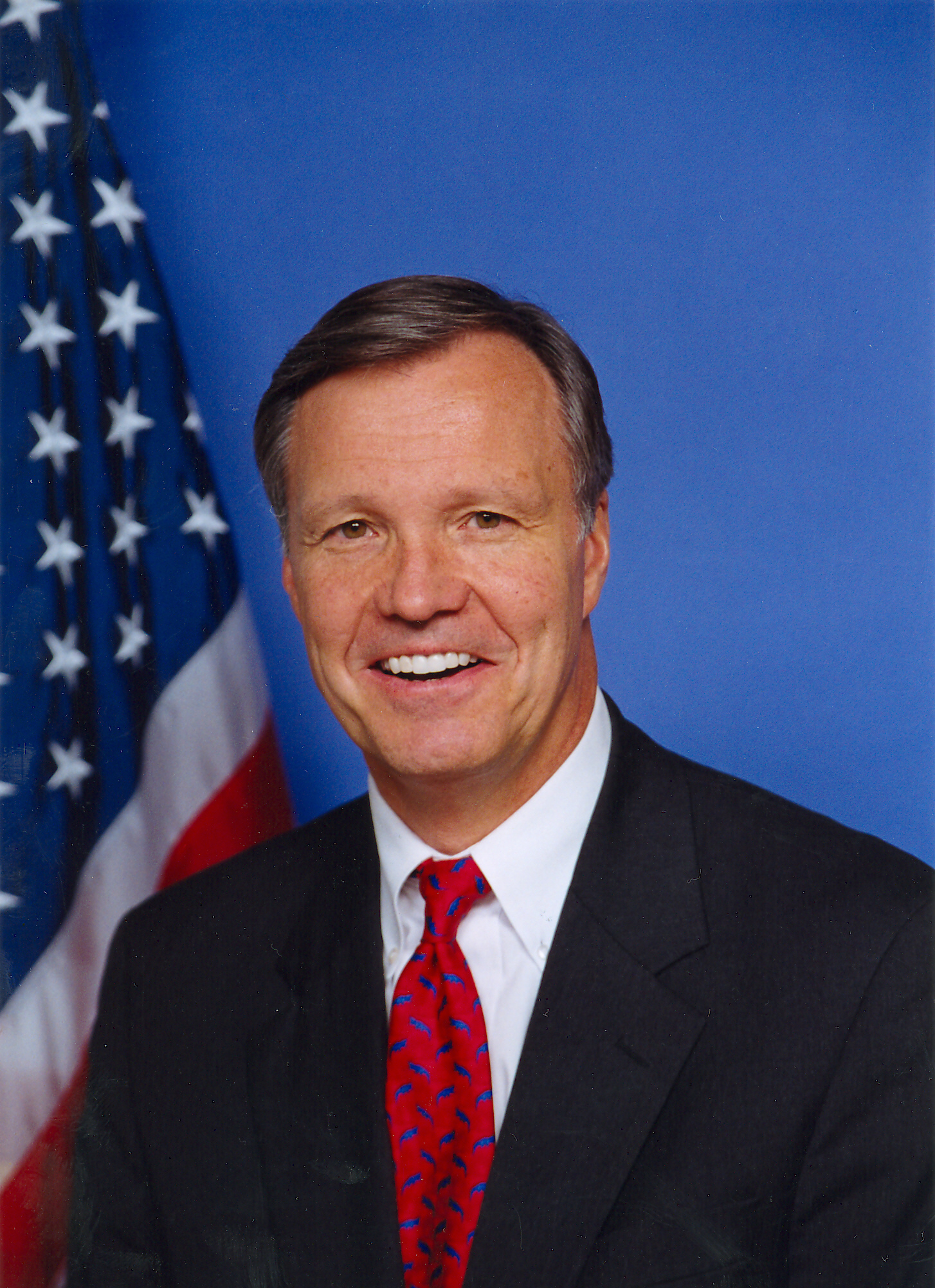
報告書を作成した委員会議長、下院議員クリス・コックス(カリフォルニア選出共和党員)

一般にクリス・コックス下院議員に因んでコックス報告書として知られる合衆国安全保障並びに中華人民共和国との軍事・経済問題に関する特別委員会報告書は中華人民共和国による1980年代から1990年代にわたった合衆国内における秘密活動に関しての報告書であり、機密扱いの合衆国政府文書である。

## 米下院に設置された委員会
報告書は「合衆国安全保障並びに中華人民共和国との軍事・経済問題に関する特別委員会」によるものである。この特別委員会は1998年6月18日にアメリカ下院の409対10の投票で設置された。その役割には核装備された大陸間弾道弾あるいは大量破壊兵器の製造に役立つ技術や情報が中華人民共和国へ渡ったかどうかを調査する責任が課されていた。
類似した調査は、既に米上院においてテネシー州選出のフレッドトンプソン上院議員指揮により始まっていた。トンプソンは1996年の合衆国大統領及び議会選挙に対する中国の影響力について11か月早い1997年7月8日に彼の聴問会を開いている。
委員会の議長はカリフォルニア選出の共和党下院議員クリス・コックスであり、彼の名は委員会の最終報告書の代名詞になった。他に少数党有力議員(英語版)であるノーム・ディックス民主党下院議員を含む共和党員及び民主党員四人が委員会のために働いた。委員会の最終報告書は9名のメンバー全員一致で承認されている。1999年5月25日には報告書の改定版が公開された。

## 主要な主張
コックス報告書は、中国と核兵器について5つの主要な主張を含んでいた。
1. 中国は、米国の7つの最新熱核兵器に関する設計情報を盗んだ。
2. 盗まれた秘密事項は、人民解放軍が自身の核兵器の設計、開発及びテストを速めることを可能にした。
3. 中国の次世代の核兵器は盗まれた米国の設計情報要素を含み、米国が使用する兵器に有効性で相当することになる。
4. 盗まれた米国の情報に基づく小さな弾頭は2002年に配備の準備がなされ、また中国が次世代のミサイルにMIRV技術を結合させることを可能とするものである。
5. 秘密の盗難は孤立した事件ではなく、実は中華人民共和国国家安全部による米国の兵器研究所に対する数十年の諜報活動の結果である。さらに報告書はその違法な活動は不祥事の結果用意された新しいセキュリティ対策にもかかわらず継続していると述べている。

中国政府は、すべての疑惑は「根拠が無い」と評した。
中華人民共和国を含むいくつかのグループが報告書の誇張あるいは不正確さに言及するがその起草者と支持者らはその要旨が否定できないと主張している。報告書の基本的な調査結果は上記の文書の冒頭の概要から以下の通りである:
| 中華人民共和国 (PRC) は、アメリカ合衆国の最も先進の熱核武器に関するデザイン情報を盗んだ。特別委員会は現在開発中の中華人民共和国の次世代の熱核兵器は盗まれた米国の設計情報の要素を不当に利用すると判断している。アメリカ合衆国の核兵器研究機関に対する中華人民共和国の侵入は少なくとも過去数十年にわたり、おそらく今日でも続いている。 中華人民共和国はその軍事と情報能力を向上させる米国のミサイル及び航空宇宙技術を盗んだか、もしくは不法に得た。 |

## コックス報告に対する反応

### 中国の反応
この件に関して中華人民共和国はその核技術開発は独自に行われたものであり、諜報活動の結果ではないと主張している。

### アメリカ議会の反応
コックス報告書の発表により立法及び行政の大きな改革をもたらした。その特別委員会の20を越える提案が法律化され、その中にはアメリカ合衆国エネルギー省の核兵器のセキュリティ責任を引き継ぐ新しい国家核安全保障局の創設が含まれていた。しかしながら核情報を中華人民共和国に提供した件でこれまでに有罪判決を受けたものはおらず、これらの容疑に関連した李文和(en)の訴訟も切り離された。

## 関連した起訴
報告書で名前を挙げられた2つのアメリカの会社、ローラル社（英語版）とヒューズ・エレクトロニクス社（英語版）は、アメリカの輸出管理法に違反したとして連邦政府によって整然と起訴され、武器輸出管理法に関する歴史上の最も高額な二つの罰金が課された。2002年にはローラル社が1400万ドル、2003年にはヒューズ社が3200万ドルの罰金を支払っている。

## 批判
報告書は潜水艦発射弾道ミサイルJL-2の射程を誇張し、情報機関の専門家たちが従来使っていた8,000Kmという数字ではなく12,000Kmと分類した。この誇張した数字にもとづいて報告書は人民解放軍がどのようにその基本的な核政策を変更できたかを理論付けている。

### 損害に関する評価
報告書の内容について、CIAは引退したアメリカ海軍デイビッド・ジェレマイア提督にコックス報告書の調査結果を検証、評価することを命じた。1999年4月に、ジェレマイア提督はコックス報告書の主要な主張である盗まれた情報が中国のミサイルや弾頭の開発やその近代化に寄与したとすることについて疑問を呈する報告を発表した。

### 米国自身の加担
中国の技術と軍事開発に関する専門家であるジョナサンD.ポラックは報告書には1970年代にさかのぼるソビエト連邦に対するバランスとしての中国の力を育成・強化したアメリカと中国の関係が示されていないことを非難している。したがって違法な技術譲渡が行われた環境は緩和されていたか、あるいは共謀のものであった可能性がある。

### W-77とW-88の有用性
前米国兵器設計者であるリチャードLガーウィン（英語版）は盗まれたW-77とW-88弾頭に関する情報はその技術にもとづく兵器を開発するには莫大な物的投資を必要とし、それは中国の核計画に関する関心事ではないことから米国国家安全保障を直接損ねる見込みはないと指摘した。

### CISAC報告書
1999年12月、ハーバード大学、スタンフォード大学及びローレンス・リバモア国立研究所の物理と他分野の学者の一団はスタンフォード大学国際安全保障協力センター（CISAC、英語版）からコックス報告書の評価を出版した。この再検討はコックス報告書の主要な結論の五つ全てに反論している。

## 時系列
- 1995年6月、飛び込みのエージェントがCIA職員にアメリカの核兵器の設計詳細を記した機密扱いの中国文書を渡した。
- 1995年7月、CIA長官、エネルギー長官及び大統領首席補佐官は、初めて核兵器スパイ活動を知る。
- 1995年10月31日、FBI捜査官が核兵器情報の盗難を知る。
- 1995年11月、国家安全保障問題担当大統領補佐官が中国の核兵器スパイ活動を知る。
- 1995年年末、米国エネルギー省職員が中国の核実験を分析している際に核兵器設計情報の盗難を発見。
- 1996年4月、大統領補佐官、国家安全保障問題担当大統領補佐官、国防長官、司法長官、FBI長官が核兵器情報盗難について知る。
- 1997年7月、大統領は国家安全保障担当補佐官を通して中国の核兵器スパイ活動について知る。